# بيت السناري

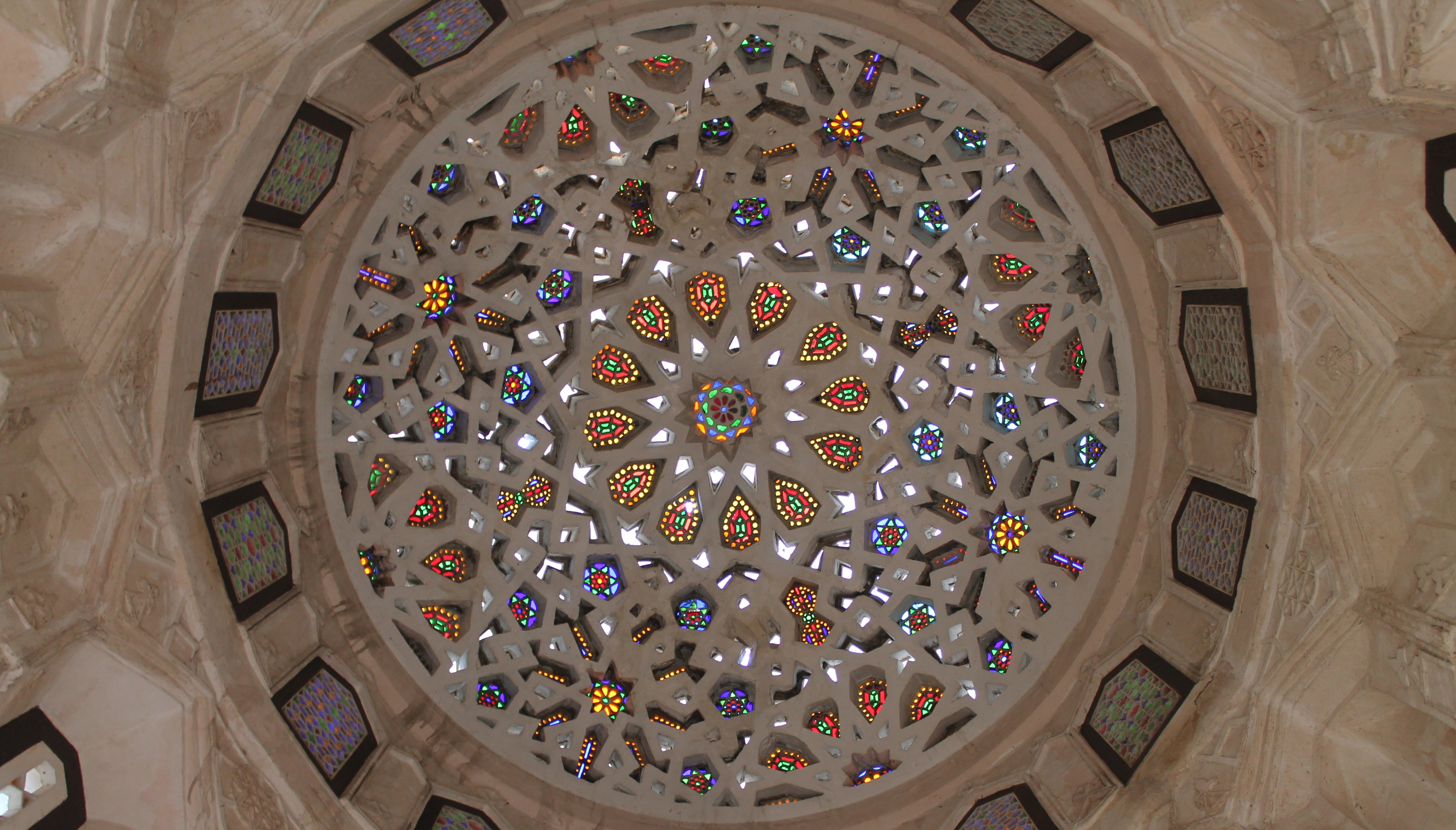
قبة بيت السناري

يعتبر بيتِ السناري واحدا من القصور الفخمة الباقية التي تم بناؤها للصفوة بناه صاحبه إبراهيم كتخدا السناري وأنفق عليه أموالاً طائلة عرف هذا البيتِ كأحد ثلاثة بيوت ولكن بيت السناري هو البيت الوحيد الباقى من البيوت.

## الموقع
يقع هذا المنزل في حي الناصرية بالسيدة زينب في نهاية حارة غير نافذة تعرف حاليا بحارة منج ويوصل اليها الآن مباشره من عطفة في أول شارع الكومي يميناً تتصل مع حارة حسن الكاشف الموصله لحارة منج أو من حارة ملاصقة لسبيل السلطان مصطفي توصل أيضا لحارة حسن الكاشف.
وتسمى حارة «منج» نسبة إلى أحد علماء الحملة الفرنسية الذين أقاموا بهذا المنزل عند احتلالهم مصر.

## التاريخ
يرجع تاريخ إنشائه إلي عام 1209 هـ - 1794 م وقد أنشأه «إبراهيم كتخدا السناري» وهو من أثرياء القاهرة وهو من أهالي دنقلة بالسودان، وعمل بوابا بالمنصورة ثم أقام بالصعيد وصار يتصل بالأمير «مراد بك» حتي أصبح من أعيان القاهرة وتوفي سنة 1216 هـ - 1801 م.
تمت مصادرتهم مِن قِبل الفرنسيين عام 1798 وذلك لإسْكان أعضاء لجنةِ العُلومِ والفنونِ، التي جاءتَ ببعثةِ نابليون العسكرية لعمل دراسة منهجية للبلادِ أما البيتان الآخران فقَدْ حُطّما.
وقد خصصته الحملة الفرنسية لإقامة مصوريها وبعض علمائها منهم «ريجو» الرسام المشهور وبه عملت الأبحاث والرسوم القيمة التي نشرت في كتاب وصف مصر.
في المدة ما بين 1917 و1926 م أقام به «جلياردوب» متحفا باسم «بونابرت» وأغلق بعد وفاته ثم أخلي سنة 1933 م.
وقد نقل إليه المجمع العلمي المصري في عام 2012 بعد احتراق مقره القديم في الأحداث التي تلت ثورة 25 يناير.

## وصف
يتكون بيت «السناري» من جزأين:
الجزء الغربي ويشمل المقاعد وقاعات الاستقبال والجزء الشرقي ويشمل الغرف الثانوية.
للمنزل مدخل كبير يطل علي حارة «منج» وهو مدخل حجري تعلوه مشربية بارزة عن الجار يؤدي المدخل علي ممر مرتفع يفضي علي الفناء الداخلي الذي يتوسطه نافورة وتطل الواجهات الداخلية علي الصحن وقد ازدانت الواجهات الحجرية بالنقوش المنحوتة وبها مكانين للاستقبال وتختبوش.
المنزل له مقعد له باب غني بالزخارف ويؤدي سلمه إلي بابين الأيمن يوصل إلي غرف البيت ثم القاعة الكبري والحمام والأيسر يؤدي إلي المقعد والجناح الشرقي.